# Wojciech Repsz
Wojciech Józef Repsz (ur. 19 marca 1946 w Skarżysku-Kamiennej) – polski wioślarz, inżynier, olimpijczyk z Monachium 1972.
Zawodnik klubu AZS-AWF Warszawa. Uczestnik mistrzostw Europy w roku 1971 na których wystartował w dwójce ze sternikiem (partnerami byli Wiesław Długosz i Jacek Rylski (sternik)) zajmując 5. miejsce.
Na igrzyskach olimpijskich w Monachium w 1972 roku wystartował w dwójce ze sternikiem (partnerami byli: Wiesław Długosz i Jacek Rylski (sternik)) zajmując 6. miejsce.